# André Mayer
André Mayer, né le 9 novembre 1875 à Paris et mort le 27 mai 1956 à Paris, est un biologiste français connu pour ses travaux de nutrition.
Professeur de physiologie à la Faculté de médecine de Strasbourg puis au Collège de France de 1922 à 1946, il joue un rôle important dans l'organisation de la section des sciences naturelles de l'École pratique des hautes études.
Il préside en 1928 la Société de psychologie.

## Publications
- Essai sur la soif, ses causes et son mécanisme, Paris, 1900.
- Sur les variations du métabolisme du lapin après exposition au froid, variation saisonnière du métabolisme du lapin et modification de la fourrure, Paris, Doin, 1929.
- Alimentation, population et progrès social, Paris, Dunod, 1950.

## Sources
- Henri Piéron, « Chronique », L’Année psychologique, vol. 56,‎ 1956, p. 643 (lire en ligne).
- J-F Picard, La République des Savants revisitée. Du CNRS à l'ANR, un siècle d'organisation de la recherche scientifique en France (Histcnrs, 2021)